# El barco (série télévisée)
Pour les articles homonymes, voir Barco (homonymie) et El Barco.
El barco est une série télévisée de science-fiction produite par Globomedia pour la chaîne télévisée Antena 3. La série a débuté le 17 janvier 2011 et s’est terminée le 21 février 2013. 
En France, elle est diffusée depuis 2014 sur la plate-forme Walooka .
Elle se compose de 43 épisodes de 70 minutes répartis sur trois saisons.

## Résumé
Un groupe d'étudiants et leurs professeurs embarquent à bord du bateau-école « l'Étoile Polaire » pour un voyage d'étude de deux mois. Mais à la suite d'une expérience scientifique qui tourne mal, la Terre tout entière se retrouve submergée par les eaux. 
Les passagers de « l'Étoile Polaire » réalisent alors qu'ils sont peut-être les derniers survivants de l'humanité. Pour rester en vie, ils devront apprendre à se connaître et à travailler ensemble. 
Ulises est un passager clandestin qui est monté à bord du bateau pour rencontrer son père. 

## Distribution
- Mario Casas - Ulises Garmendia
- Blanca Suárez[3] - Ainhoa Montero
- Juanjo Artero - Ricardo Montero
- Irene Montalà - Julia Wilson
- Luis Callejo - Julián de la Cuadra
- Juan Pablo Shuk - Ernesto Gamboa
- Marina Salas - Vilma Llorente
- Iván Massagué - Roberto "Bubulle" Cardeñosa
- Neus Sanz - Salomé Palacios
- Bernabé Fernández - Andrés Palomares
- Javier Hernández - Pedro "Piti" Gironés
- David Seijo - Ramiro Medina
- Giselle Calderón - Estela Montes
- Patricia Arbués - Valeria Montero